# Joseph Adams (medico)
Joseph Adams (1756 – 1818) è stato un medico inglese.
Chirurgo allo Smallpox Hospital dal 1805, fu autore delle opere Observation on morbid poisons, phagedaena and cancer (1795) e A popular view of vaccine inoculation (1805).